# Mughal Museum
Mughal Museum är ett museum under uppbyggnad i Agra i delstaten Uttar Pradesh i Indien.
Avsikten med museet var att belysa politiska och kulturella aspekter på mogulkejsarnas rike i Inden från slutet av 1400-talet. Det placerades 1,3 kilometer från mausoleet Taj Mahal i Agra, som var huvudstad för flera mogulkejsare.
Uppdraget att rita museet lämnades av det delstatliga bolaget U.P. Rajkiya Nirman Nigam till Archohm, Sourabh Gupta och David Chipperfields arkitektkontor i Berlin. Bygget påbörjades januari 2016, och museet var planerat att öppnas 2019. Projektet har dock framskridit långsamt. Det ska ha en total yta på 20 000 kvadratmeter, varav 5 200 kvadratmeter utställningsyta. Museet ska ha en fasad av marmor.

## Omdefiniering av museiprojektet
Som en del av den ökade hindunationalismen i Indien under Narendra Modis Bharatiya Janata Partyregim från 2017, har invändningar rests mot att inrätta ett museum om muslimska härskare. I september 2020 deklarerade delstaten Uttar Pradeshs premiärminister Yogi Adityanath att museet i stället skulle heta Chhatrapati Shivaji Maharaj Museum efter den hinduiske 1600-talskrigarkungen Shivaji Bhonsale.